# Chinua Achebe
Albert Chinualumogu Achebe, soprannominato Chinua (Ogidi, 16 novembre 1930 – Boston, 22 marzo 2013), è stato uno scrittore, saggista, critico letterario e poeta nigeriano.
Viene considerato il padre della letteratura africana moderna in lingua inglese. Il suo capolavoro, Il crollo (Things Fall Apart, 1958) è una pietra miliare del genere; viene studiato nelle scuole di numerosi paesi africani ed è stato tradotto in oltre 50 lingue. Gran parte dell'opera di Achebe è incentrata sulla denuncia della catastrofe culturale portata in Nigeria prima dal colonialismo e poi dai regimi corrotti succedutisi dopo l'indipendenza.

## Biografia
Achebe nacque a Ogidi, Nigeria, il 16 novembre 1930. I suoi genitori erano di etnia Igbo, convertiti al protestantesimo; suo padre insegnava in una scuola missionaria. Il nome "Albert" gli fu dato in onore del Principe Alberto di Sassonia-Coburgo-Gotha, consorte della Regina Vittoria d'Inghilterra. Il nome Chinualumogu significa "Dio combatterà in mio favore".
Achebe frequentò il college a Umuahia dal 1944 al 1947 e l'università a Ibadan dal 1948 al 1953. A Ibadan studiò inglese, storia e teologia. Nella stessa università di Ibadan studiarono numerosi altri nigeriani divenuti poi grandi nomi della letteratura africana; tra gli altri Wole Soyinka (vincitore del Nobel), Elechi Amadi, John Pepper Clark e Christopher Okigbo. Durante gli studi universitari, Achebe decise di rinnegare il proprio nome inglese e adottare quello indigeno di "Chinua".
Nel 1958 Achebe pubblicò il suo primo romanzo, Il crollo (Things Fall Apart). Il libro ebbe un successo straordinario; molte recensioni (incluse quelle su testate come The Guardian o The Observer) lo classificarono fra i più grandi romanzi del Novecento. L'opera fu tradotta in 50 lingue (record assoluto per un'opera africana) e vendette oltre 10 milioni di copie in tutto il mondo.
Dopo la pubblicazione del suo romanzo, Achebe iniziò a occuparsi di televisione presso la BBC e nel 1961 divenne direttore della Nigerian Broadcasting Corporation. Durante la guerra civile (1967-1970) si schierò a favore del Biafra, diventandone ambasciatore. Nel conflitto morì Christopher Okigbo, amico di Achebe; la poesia Dirge for Okigbo ricorda questo momento. In generale, la guerra del Biafra segnò profondamente Achebe e il ricordo del conflitto riemerge in diversi passi della sua opera.
Negli anni successivi Achebe si dedicò all'editoria e alla critica letteraria, contribuendo alle riviste Okike (di cui era cofondatore) e Uwa ndi Igbo (quest'ultima, in lingua igbo) e fondando la African Writer Series, una collana pubblicata da Heinemann e che divenne strumento fondamentale nell'evoluzione e nella diffusione della letteratura africana postcoloniale. Nello stesso periodo scrisse un celebre trattato dal titolo An Image of Africa: Racism in Conrad's "Heart of Darkness" ("Un'immagine dell'Africa: il razzismo in Cuore di tenebra di Conrad"), uno dei saggi più controversi e influenti della storia della critica letteraria africana. In questo saggio, Achebe criticò aspramente la rappresentazione dell'Africa fatta da Conrad in Cuore di tenebra: "un campo di battaglia metafisico privo di qualsiasi riconoscibile umanità, in cui l'Europeo errante entra a proprio rischio e pericolo". Secondo alcuni, l'aperta ostilità di Achebe verso la cultura occidentale ed europea è uno dei motivi per cui questo autore così influente non ha ricevuto il Premio Nobel. Simili critiche di razzismo furono mosse da Achebe ad Albert Schweitzer (Premio Nobel per la pace nel 1952).
Nel 1990, Achebe rimase paralizzato dalla vita in giù in seguito a un incidente automobilistico. Ha insegnato al Bard College di Upstate New York.

## Riconoscimenti
Achebe ha ricevuto lauree honoris causa da più di 30 università di diversi paesi, inclusi Regno Unito, Canada, Sudafrica, Nigeria e Stati Uniti. Per la sua opera ha ricevuto innumerevoli premi letterari, inclusi il Commonwealth Poetry Prize, il New Statesman Jock Campbell Prize, il Margaret Wrong Prize, il Nigerian National Trophy e il Nigerian National Merit Award. Nel 2004 ha rifiutato la carica onorifica di Comandante della Repubblica Federale, offertagli dal governo della Nigeria, in segno di protesta contro la situazione sociale e politica del suo paese.
Nel 2007 è stato vincitore del Man Booker International Prize.

## Opere

### Romanzi
- Things Fall Apart, 1958. Pubblicato in traduzione italiana prima col titolo Le locuste bianche (1962, Mondadori, traduzione di Giuliana de Carlo), poi col titolo Il crollo (1977, Jaca Book, traduzione di Silvana Antonioli Cameroni all'interno della trilogia Dove batte la pioggia) e successivamente come Le cose crollano (2016, La nave di Teseo, traduzione di Alberto Pezzotta)
- No Longer at Ease, 1960. Pubblicato in traduzione italiana col titolo Ormai a disagio (1977, Jaca Book, traduzione di Silvana Antonioli Cameroni all'interno della trilogia Dove batte la pioggia) e successivamente come Non più tranquilli (2017, La nave di Teseo, traduzione di Alberto Pezzotta)
- Arrow of God, 1964. Pubblicato in traduzione italiana col titolo La freccia di Dio (1977, Jaca Book, traduzione di Silvana Antonioli Cameroni all'interno della trilogia Dove batte la pioggia) e 2019, La nave di Teseo, traduzione di Alberto Pezzotta
- A Man of the People, 1966. Pubblicato in traduzione italiana col titolo Un uomo del popolo (1977, Jaca Book, traduzione di Marco Grampa)
- Chike and the River, 1966
- Anthills of the Savannah, 1988. Pubblicato in traduzione italiana col titolo Viandanti della storia (1991, Edizioni Lavoro, Roma, traduzione di Franca Cavagnoli)

### Raccolte di racconti
- The Sacrificial Egg and Other Stories, 1962.
- Girls at War and Other Stories, 1973
- African Short Stories (a cura di C.L. Innes), 1985
- Heinemann Book of Contemporary African Short Stories (curatore con C.L. Innes), 1992

### Poesie
- Beware, Soul-Brother, and Other Poems, 1971. Pubblicato in lingua originale (inglese) anche col titolo Christmas at Biafra, and Other Poems
- Don't Let him Die: Poems in Memory of Christopher Okigbo (curatore con Dubem Okafor, 1978
- Another Africa, 1998
- Collected Poems, 2004
- Vultures, presente nell'AQA Anthology, 2004

### Saggi
- An Image of Africa: Racism in Conrad's "Heart of Darkness", 1975
- Morning Yet on Creation Day, 1975
- The Trouble With Nigeria, 1984
- Hopes and Impediments, 1988. Pubblicato in italiano col titolo Speranze e ostacoli: saggi scelti 1965-1987 (1998, Jaca book traduzione di Davide Danti)
- Home and Exile, 2000
- The Education of a British-Protected Child, 2009
- There Was a Country: A Personal History of Biafra, 2012
- Africa's Tarnished Name, 2018

### Letteratura per ragazzi
- Dead Men's Path, 1972
- How the Leopard Got His Claws (con John Iroaganachi), 1972
- Marriage Is A Private Affair
- The Flute, 1975. Pubblicato in traduzione italiana insieme a The Drum col titolo Il flauto e il tamburo, Arnoldo Mondadori Editore, 1995